# Jan van der Meij (voetballer)
Jan van der Meij (Venlo, 8 februari 1937 - aldaar, 2 april 2002) was een Nederlands voetballer.
Van der Meij was een middenvelder en stond tussen 1956 en 1965 onder contract bij VVV. In het seizoen 1961-1962 maakte hij op 26 november 1961 in de uitwedstrijd bij Ajax zijn competitiedebuut. Van der Meij speelde in totaal twaalf wedstrijden in het eerste elftal, waarin hij één keer scoorde, op 31 januari 1965 in de uitwedstrijd bij Volendam. Na zijn profcarrière speelde hij nog voor de amateurs van SV Blerick. Op 2 april 2002 overleed Van der Meij op 65-jarige leeftijd.
Zijn kleinzoon, Baerke van der Meij, ging viraal op YouTube toen hij op anderhalfjarige leeftijd een hattrick scoorde. Hij tekende bij VVV-Venlo op een ere-contract van 10 jaar.

## Profstatistieken
| Seizoen         | Club            | Competitie      | Competitie | Competitie | Beker | Beker | Overige | Overige | Totaal | Totaal |
| Seizoen         | Club            | Competitie      | Wed.       | Dlp.       | Wed.  | Dlp.  | Wed.    | Dlp.    | Wed.   | Dlp.   |
| --------------- | --------------- | --------------- | ---------- | ---------- | ----- | ----- | ------- | ------- | ------ | ------ |
| 1956/57         | VVV             | Eredivisie      | 0          | 0          | 2     | 0     | —       | —       | 2      | 0      |
| 1957/58         | VVV             | Eredivisie      | 0          | 0          | 0     | 0     | —       | —       | 0      | 0      |
| 1958/59         | VVV             | Eredivisie      | 0          | 0          | 1     | 0     | —       | —       | 1      | 0      |
| 1959/60         | VVV             | Eredivisie      | 0          | 0          | —     | —     | —       | —       | 0      | 0      |
| 1960/61         | VVV             | Eredivisie      | 0          | 0          | 0     | 0     | —       | —       | 0      | 0      |
| 1961/62         | VVV             | Eredivisie      | 1          | 0          | 0     | 0     | 0       | 0       | 1      | 0      |
| 1964/65         | VVV             | Eerste divisie  | 7          | 1          | 1     | 0     | —       | —       | 8      | 1      |
| Carrière totaal | Carrière totaal | Carrière totaal | 8          | 1          | 4     | 0     | 0       | 0       | 12     | 1      |